# Казе Трентин (Тревизо)
Казе Трентин је насеље у Италији у округу Тревизо, региону Венето.
Према процени из 2011. у насељу је живело 192 становника. Насеље се налази на надморској висини од 28 м.